# اچ‌ام‌اس هاردی (آر۰۸)
اچ‌ام‌اس هاردی (آر۰۸) (به انگلیسی: HMS Hardy (R08)) یک کشتی بود که طول آن ۳۶۳ فوت (۱۱۱ متر) بود. این کشتی در سال ۱۹۴۳ ساخته شد.